# Боги
Ця стаття — про божества або богів з немонотеїстичної перспективи. Див. Бог для інформації про монотеїстичні концепції.
Боги́ (божества́) — надприродні істоти, котрим у віруваннях приписується здатність контролювати певні аспекти буття. Часто боги є персоніфікаціями сил природи чи соціальних явищ, які наділяються якостями людей чи тварин. Через ритуали відбувається зв'язок людей з божествами в формі магічного обміну: за поклоніння чи жертвопринесення богам людина очікує їхнього заступництва, прихильності чи відвернення шкоди. У переносному значення боги — предмет шанування чи поклоніння взагалі.

## Етимологія
Слово «бог», як і його відповідники в стародавніх індоєвропейських мовах, первісно вживалось у значенні «благий», «багатий», тобто сила, що контролює певні блага. Споріднене з давньоіндійським bhágas — «дарувальник, господар», давньоперським baga-, авестійським baɣa — «господь», «бог», що походять від давньоіндійського bhájati, bhájatē — «наділяє, ділить», чи авестійського baχšaiti — «бере участь», що в свою чергу походить відповідно від давньоіндійського bhágas — «надбання, щастя», чи авестійського baɣa-, baga- «доля, участь».
У романських мовах слова на позначення богів (наприклад, англійське deity) походять від латинського deus — «бог», а воно від праіндоєвропейського *deiwos із тим же значенням. Воно ж утворене від *dyeu-  — «сяяти». У різних індоєвропейських мовах від  *dyeu- також походять слова, що означають «день».
В усіх індоєвропейських культурах виділяються божества чоловічого та жіночого роду.

## Характеристики богів
Кожне божество зазвичай керує певним одним явищем чи об'єктом — Сонцем, вітром тощо, або діяльністю — ковальством, війною, та/або уособлює їх. Традиційно божества уявляються як люди (див. антропоморфізм), хоча часто наділяються рисами тварин, що відображають їхні якості (див. зооморфізм). Наприклад, давньоєгипетський бог-уособлення сонця Гор зображався з головою сокола за гострий зір цього птаха, що символізує всевидющість бога, або й цілком як сокіл, що подібно до сонця перебуває в польоті високо над землею. Зображення божества називається ідолом.
Під богами могли розумітися як втілені сили природи та суспільства, так і люди (правителі). Зокрема, традиція вважати правителів богами притаманна східним релігіям. Богами вважалися єгипетські фараони, царі Межиріччя, японські імператори, а також імператори Римської імперії. В той же час багато монархів (наприклад, царі Стародавньої Греції), не будучи богами, вважалися нащадками богів. Особа, народжена від зв'язку божества з людиною, чи наділена силою божества, має назву напівбог.
Зазвичай боги уявляються безсмертними, проте мають ті ж потреби, що й люди: харчуються, розважаються, розмножуються. Боги можуть відчувати емоції: гніватися, радіти, бути доброзичливими або неприязними і мстивим. Цим визначається характер ритуальної взаємодії людей з ними: прославляння, принесення тих чи інших жертв, традиції їх іменування та зображування.
Сукупність богів певної релігії зветься пантеоном. У багатьох традиціях у пантеоні виділяється верховне божество, або найбільш гідне поклоніння. Іноді буває важко провести межу між монотеїзмом і політеїзмом, як у випадках, коли різні божества уявляються проявами єдиної сутності.
Історію появи богів і створення ними світу таким, який він відомий тепер, описують міфи. Зазвичай перелік і функції богів уявляються сталими. Будь-які зміни в цьому плані відбувалися в невизначеному міфічному минулому.
Боги зазвичай уявляються як невидимі або недоступні людям; головним чином мешкають в надприродних місцях (Небеса, потойбічний світ тощо) або в святинях (храмах, священних місцевостях, ідолах).

## Походження віри в богів
Згідно з Едвардом Тайлором, віра в богів є наслідком антропоморфізації довкілля — наділення істот, явищ людськими якостями. Таким чином людина намагається зрозуміти влаштування світобудови та виробити доцільні шляхи взаємодії з довкіллям або впливу на нього.
Еміль Дюркгайм вважав, що релігія взагалі, і віра в богів зокрема, має соціальну природу. Вона слугує для об'єднання суспільства, задання загальних цінностей та норм. Функції богів та відносини між ними відображають структуру суспільства, а його єдність символізує тотем, який слугує предметом поклоніння. Що складніше суспільство, то більше в уяві людей виникає богів, змінюються приписувані їм заняття. Стосунки людей і богів та богів з богами також уявляються за зразком людського суспільства. На думку Дюркгейма, віра в богів успадкована і сучасною цивілізацією, тільки проявляється і інших культах, наприклад, політичних. Сергій Токарев стверджував, що образи та функції богів виникають з відображення умов життя людей.
Герберт Спенсер виводив походження віри в богів з культу предків, яким для покровительства живим потрібні жертвопринесення. На основі «годування» померлих розвинулися уявлення про духів і богів, які вимагають жертв. Конрад Прейс вбачав у богах втілення магічних сил. Пізніший прояв цього — середньовічні уявлення про диявола як джерело чаклунства та покровителя відьом.
Згідно з Мірча Еліаде, поява поняття сакрального передує появі релігії. Людське життя визначається розділенням часу, простору, діяльності на сакральне і профанне. Ієрофанія, тобто входження сакрального до буденного профанного життя, уособлюється в духах, богах і зрештою єдиному Богові.
Теорія природної теології стверджує, що людина від природи володіє знанням про Бога, чи здатна прийти до нього, виходячи з загальнодоступних відомостей. Таким чином віра в багатьох богів чи духів є викривленим або недосконалим знанням про єдиного Бога. Подібні ідеї відомі в неоплатонізмі та стоїцизмі, веданті, йозі, в середньовічних християнських (напр. Юстин Філософ, Василій Великий), мусульманських (мутазиліти, ашарити, арабомовні перипатетики,) і юдейських (Маймонід) мислителів. Теорію природної теології розробляли Готфрід Ляйбніц, Христіан Вольф, Іммануїл Кант. Сучасним провідним прихильником природної теології є Річард Свінберн.